# نکست پی‌ال‌سی

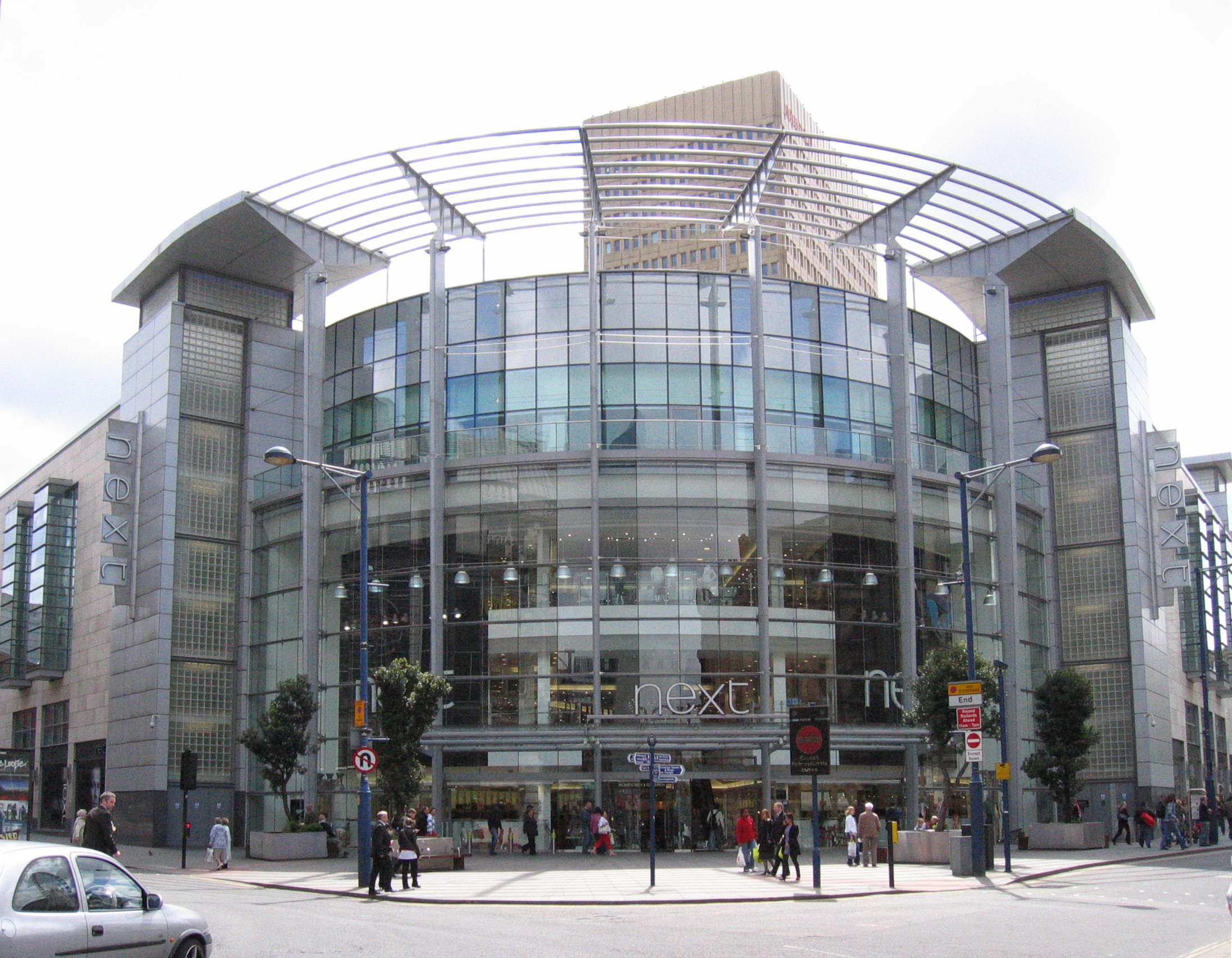
شعبه‌ای از شرکت نکست پی‌ال‌سی در شهر منچستر

نکست پی‌ال‌سی (به انگلیسی: Next plc) شرکت خرده‌فروشی بریتانیایی و چندملیتی است، که در زمینه عرضه لباس، کفش و لوازم خانگی فعالیت می‌کند.
شرکت نکست پی‌ال‌سی در سال ۱۸۶۴ توسط جوزف هیپوورت در شهر لیدز تأسیس شد و در حال حاضر دارای ۵۴۰ شعبه فروش در بریتانیا و ایرلند است و ۲۰۰ شعبه نیز در اروپا، آسیا و خاورمیانه دارد.
شرکت نکست در سال ۲۰۱۲ از رقیب دیرینه‌اش؛ مارکس اند اسپنسر، پیشی گرفت و به‌عنوان بزرگترین خرده‌فروش پوشاک در بریتانیا شناخته‌شد. دفتر مرکزی این شرکت در شهر لسترشر، بریتانیا قرار دارد و بخشی از سهام آن در بازار بورس لندن معامله می‌شود.